# Parachirembia brunnea
Parachirembia brunnea is een insectensoort uit de familie Embiidae, die tot de orde webspinners (Embioptera) behoort. De soort komt voor in Goudkust.
Parachirembia brunnea is voor het eerst wetenschappelijk beschreven door Ross in 1951.